# Rehberger (Berlin)
Die Rehberger waren eine Gruppe von Notstandsarbeitern aus verschiedenen Berufen, die im Auftrag des Berliner Magistrats seit 1847 und während der Revolution von 1848/1849 in Deutschland in den Rehbergen nördlich von Berlin für einen Tageslohn Erdarbeiten verrichteten.
Die etwa 600 bis 700 Rehberger spielten in Berlin bei verschiedenen Straßendemonstrationen, in denen sie mit roten Fahnen auftraten, eine Rolle. Die Rehberger hatten nur sehr unbestimmte politische Vorstellungen und verlangten meist nur eng begrenzte soziale Verbesserungen wie etwa eine Verkürzung der Arbeitszeiten, die Erhöhung ihrer Tagesverdienste oder in einzelnen Fällen auch die Befreiung verhafteter Kollegen.
Dennoch können sie exemplarisch für den Widerstand gegen das sich ausbreitende bürgerliche Arbeitsethos stehen.
Andere geschlossen auftretende Arbeitergruppen in Berlin waren 1848:
- die Kanalarbeiter von Plötzensee
- die Erdarbeiter vom Berlin-Spandauer Kanal und vom Köpenicker Feld
- die Maschinenbauarbeiter und Eisengießer der Borsigschen Fabriken